# Estación Illapel
Illapel fue una estación ferroviaria correspondiente al Longitudinal Norte ubicada en la comuna de Illapel, en la Región de Coquimbo, Chile. Originalmente fue parte de un ramal que conectaba a las localidades de Choapa e Illapel; actualmente no quedan restos de la estación.

## Historia
La sección de ferrocarril entre la estación Choapa y esta estación fue inaugurada en 1909, que era parte del ferrocarril que unía a Limahuida con Illapel. Dentro de esta sección se encontraba la estación.
Con el proceso de conexión de las vías ferroviarias del norte de Chile a través del Longitudinal Norte, una extensión ferroviaria entre esta estación y Estación San Marcos que inició sus obras en 1910 y fue entregada e inaugurada en 1913.
El edificio principal —construido con mampostería y una fachada de líneas modernas— y sus andenes aún están en pie; la estación fue refaccionada para alojar un bar-restaurante. Los pilares de la entrada principal a los patios de la estación, junto con la vía principal y un andén secundario también siguen en pie. El extremo sur del patio de maniobras es utilizado por la Feria Modelo de Illapel.
El 11 de febrero de 2020 un grupo de jóvenes realizó una jornada de limpieza en el patio de maniobras de la estación.